# 42697 Lucapaolini
42697 Lucapaolini è un asteroide della fascia principale. Scoperto nel 1998, presenta un'orbita caratterizzata da un semiasse maggiore pari a 2,5283052 UA e da un'eccentricità di 0,1089028, inclinata di 13,48814° rispetto all'eclittica.